# Stoka (přítok Ohře)
Stoka je 12,9 km dlouhý potok ve Slavkovském lese v okrese Sokolov v Karlovarském kraji. Plocha jeho povodí měří 66,8 km².

## Průběh toku
Celý tok se nachází v Chráněné krajinné oblasti Slavkovský les. Potok pramení v nadmořské výšce 770 metrů přibližně 1 km západně od Krásna. Nejprve teče východním směrem, po zhruba 1 kilometru se do něj zprava vlévá Dlouhá stoka. Potok přitéká do historického důlního revíru, ve kterém se po dobu několika století těžila nejprve cínová, později i wolframová ruda.
Protéká Krásnem, obtéká bývalý důl Vilém, v jehož areálu se nachází Hornické muzeum Krásno a okolo propadliny cínového ložiska Schnödův peň pokračuje podél silnice II/209 do Horního Slavkova. U historického centra města se mění směr toku na severozápadní. Potok teče podél silnice, pod Horním Slavkovem přibírá důlní vody z dědičné štoly Kašpara Pluha. Pokračuje kolem kdysi slavné porcelánky Haas & Czjzek, první manufaktury na výrobu porcelánu v Čechách. Nedaleko odbočení silnice do Nadlesí se do potoka vlévá Čistý potok. Hlubokým údolím, lemovaným strmými svahy, dospěje potok do Lokte. Zde se vlévá jako pravostranný přítok do Ohře na jejím 185. říčním kilometru.

### Větší přítoky
- Dlouhá stoka – pravostranný
- Čistý potok  - levostranný